# Galluccio
Galluccio – miejscowość i gmina we Włoszech, w regionie Kampania, w prowincji Caserta.
Według danych na rok 2004 gminę zamieszkiwały 2384 osoby, 76,9 os./km².